# Jonathan Frid

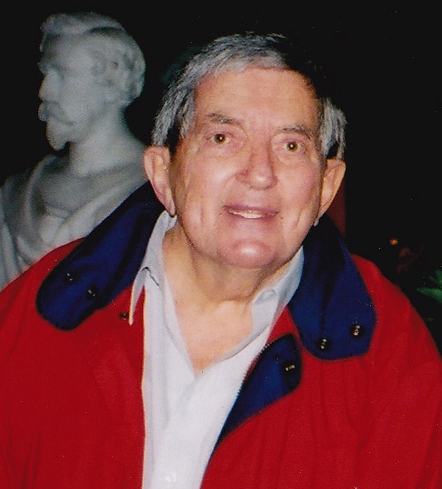
Jonathan Frid im Herbst 2001

Jonathan Frid, geboren als John Herbert Frid, (* 2. Dezember 1924 in Hamilton, Ontario; † 13. April 2012 ebenda) war ein kanadischer Theater-, Fernseh- und Filmschauspieler.
Jonathan Frid spielte in den 50er und 60er Jahren zunächst unter dem Namen John Frid, seit 1962 unter dem Bühnennamen Jonathan Frid vornehmlich Theater, wo er in komischen und ernsthaften Rollen unter anderem in zahlreichen Stücken von William Shakespeare auftrat.
Einem breiten Publikum wurde er in seiner Rolle als Vampir Barnabas Collins in der US-amerikanischen Gothic Soap Opera „Dark Shadows“ bekannt, in der er in den Jahren 1967 bis 1971 in 594 Folgen zu sehen war.

## Ausbildung und Karrierebeginn
Laut Aussage in einem Interview mit der Zeitschrift Modern Screens aus dem  Jahr 1966 war Jonathan Frid schon als Kind von Filmen begeistert. Im Alter von 15 Jahren hatte er in der Schule seinen ersten Theaterauftritt in der Rolle des Sir Anthony Absolute in der Komödie „The Rivals“ des irischen Dramatikers Richard Brinsley Sheridan (1751–1816),  dies sei auch der Beginn seines ernsthaften Interesses an der Schauspielerei gewesen. Unter dem Namen John Frid schloss er sich der „Hamilton Players Guild“ seiner Heimatstadt an und begann sein Studium an der angesehenen  McMaster University, wo er die Grundlagen der Schauspielkunst erlernte. Während des Zweiten Weltkriegs versah er in der Royal Canadian Navy seinen Dienst. Er kehrte nach Ende des Krieges an die Universität zurück und schloss sein Studium im Jahr 1948 ab.
Im Januar 1949 wurde Jonathan Frid an der Royal Academy of Dramatic Art in London als Schauspielschüler angenommen. In London war er Mitglied verschiedener Theatergruppen und ging unter anderem mit dem Thriller „The Third Visitor“ auf Tournee. Nach zwei Jahren kehrte er nach Kanada zurück, spielte dort in mehreren Ensembles wie zum Beispiel den „Earl Grey Players“ in Toronto und studierte an der „Lorne Greene's Academy of Radio Arts“. Frid war zu dieser Zeit auch in Hörspielen der kanadischen Canadian Broadcasting Corporation zu hören und wirkte in den ersten Fernsehspiel-Produktionen des 1952 gegründeten Fernsehnetzwerks CBC Television mit.
Jonathan Frid zog im Jahr 1954 in die Vereinigten Staaten und schrieb sich an der der Yale University zugehörigen „Yale School of Drama“ ein, wo er ebenfalls Theater spielte. Im Sommer 1956 war er zusammen mit Katharine Hepburn in den Theaterstücken Der Kaufmann von Venedig und Viel Lärm um nichts von Shakespeare zu sehen, die im Rahmen des „American Shakespearean Festival“ in Connecticut aufgeführt wurden. Im Jahr 1957 schloss Frid sein Studium in Yale mit einem „Master of Fine Arts“ in Filmregie ab.

## Tätigkeit als Bühnenschauspieler
Von 1958 bis 1966  trat Jonathan Frid in einer Reihe moderner und klassischer Theaterstücke auf: Sein Gespür für Komik zeigte er unter anderem als Bill Starbuck in dem Stück „The Rainmaker“ des amerikanischen Schriftstellers N. Richard Nash, als O’Bannion in „Auntie Mame“ des amerikanischen Dramatikers Jerome Lawrence, als Mr. Antrobus in Thornton Wilders „Wir sind noch einmal davongekommen“ (Originaltitel The Skin of Our Teeth) und als Petruchio in Shakespeares Der Widerspenstigen Zähmung. Ernsthafte Rollen in Shakespeare-Stücken waren der Orlando in Was ihr wollt, Caliban in Der Sturm, Lord Capulet in Romeo und Julia und die Titelrollen in Macbeth und Richard III.
Auch während der Laufzeit der Fernsehserie Dark Shadows in den Jahren 1967 bis 1971 spielte Jonathan Frid Theater: Er trat in den Produktionen „Dial M For Murder“ und „Wait Until Dark“ auf. Im Jahr 1971, als die TV-Serie beendet wurde, spielte Jonathan Frid den Thomas Beckett in einer Bühnenfassung von T. S. Eliots Drama Mord im Dom (Originaltitel Murder in the Cathedral).

## Tätigkeit als Film- und Fernsehschauspieler
Jonathan Frid war schon seit längerer Zeit auf der Suche nach einer Theaterprofessur und wollte eigentlich im Jahr 1967 in Kalifornien einen Lehrauftrag annehmen, als bei seinem Aufenthalt in New York vom Fernsehsender ABC für die Rolle des Vampirs Barnabas Collins in der Soap Opera „Dark Shadows“ verpflichtet wurde. Ursprünglich sollte Barnabas Collins der Sendung nur neuen Schwung verleihen und Frid in dieser Rolle lediglich für einige Wochen zu sehen sein. Er hatte für die Rolle nie vorgesprochen und gestand später ein, dass er sie auch nicht unbedingt gewollt habe. Innerhalb kurzer Zeit wurde Jonathan Frid in dieser Rolle so bekannt, dass er zu einer regelrechten Ikone der Popkultur („… a pop culture icon“) avancierte: Er erhielt wöchentlich tausende von Fanbriefen, trat regelmäßig in Fernsehshows auf, wurde als ein führendes Sexsymbol angesehen und war auf den Covern zahlloser Teenie-Zeitschriften zu sehen. Das verdross ihn: „Ich fühle mich immer wie ein Esel, der ein Teenageridol in Teenie-Zeitschriften ist“ („I always feel like an ass being a teenage idol in a teeny-bopper magazine.“). Aber Jonathan Frid war in der Rolle des Barnabas Collins beim Publikum so beliebt, dass er sie vier Jahre lang in 594 von insgesamt 1.225 Serienfolgen spielte.
Im Jahr 1970 war er ebenfalls als Barnabas Collins im ersten Dark Shadows-Spielfilm Das Schloß der Vampire (Originaltitel House of Dark Shadows) zu sehen, spielte 1973 in dem Fernsehfilm „The Devil’s Daughter“ des Regisseurs Jeannot Szwarc und 1974 in Oliver Stones Regiedebüt „Die Herrscherin des Bösen“ (Originaltitel Seizure).

## Aktivitäten seit den 80er Jahren
Nach dem Ende der Dark-Shadows-Serie zog sich Jonathan Frid für einige Jahre aus der Öffentlichkeit zurück, reiste durch Mexiko und lebte abwechselnd in New York und Kanada.
Seit den 80er Jahren veranstaltete er Lesungen und gab Seminare und Theaterworkshops in New York. Er erschien auf verschiedenen Dark-Shadows-Conventions, wo er Gedichte und Kurzgeschichten vortrug. Im Jahr 1986 trat er am Broadway in der Bühnenadaption des Filmes Arsen und Spitzenhäubchen (Originaltitel Arsenic and Old Lace) in der Rolle des Jonathan Brewster auf und ging mit dieser Produktion später auf eine amerikaweite Tournee. Seine Firma Clunes Associates gründete er im Jahr 1986 gemeinsam mit Mary O’Leary, um zwischen 1988 und 1994 mit den Programmen „Jonathan Frid's Fools and Fiends“, „Jonathan Frid's Fridiculousness“ und „Jonathan Frid's Shakespearean Odyssey“ auf Lesereise zu gehen.
Seit 1994 lebte Jonathan Frid ausschließlich in Kanada und trat nur hin und wieder in der Öffentlichkeit in Erscheinung. Er arbeitete aber weiter an Kurzprogrammen, die er aus seinen One-Man-Shows entwickelt hatte. Die McMaster University ehrte Jonathan Frid für seine Hingabe an die Schauspielkunst im Jahr 1998 mit der Aufnahme in die McMaster University Alumni Gallery Hall of Fame. Auf die Bühne kehrte Frid im Juni des Jahres 2000 als Schauspieler in der Komödie „Mass Appeal“ von Bill C. Davis zurück.
Seit Mai 2012 ist Jonathan Frid gemeinsam mit seinen damaligen Dark-Shadows-Kollegen Lara Parker, David Selby und Kathryn Leigh Scott in einem Cameo-Auftritt in Tim Burtons Dark-Shadows-Verfilmung zu sehen.

## Tod
Frid starb am 13. April 2012 eines natürlichen Todes, im Juravinski Hospital in Hamilton, Ontario.

## Filmografie

### Fernsehfilme und -serien
- 1967–1971: Dark Shadows (Fernsehserie, 594 Folgen)
- 1973: The Devil’s Daughter (Fernsehfilm)

### Spielfilme
- 1970: Schloß der Vampire (House of Dark Shadows)
- 1974: Die Herrscherin des Bösen (Seizure)
- 2012: Dark Shadows

### Biographie
- Malia Howard: Jonathan Frid: an actor’s curious journey. o. O. 2001.

### Sekundärliteratur
- David Ragan: Who's who in Hollywood: the largest cast of international film personalities ever assembled. Band 1, New York, NY. 1992, Lemma: Frid, Jonathan, ISBN 0-8160-2009-4.
- Craig Hamrick: Barnabas & company: the cast of the TV classic Dark Shadows. New York 2003, Seite 56–58. Online auf Google Books, ISBN 978-0-595-29029-1.
- Jeff Thompson: The television horrors of Dan Curtis. Dark shadows, The night stalker and other productions, 1966–2006. Jefferson, NC. 2009, ISBN 978-0-7864-3693-4.
- Harry M. Benshoff: Dark Shadows. (= TV Milestones), Detroit, Michigan 2011, ISBN 978-0-8143-3439-3.
- John Edgar Browning, Caroline Joan Picart: Dracula in visual media: film, television, comic book and electronic game appearances, 1921–2010. Jefferson, NC. 2011, ISBN 978-0-7864-3365-0.
- Rosemary Ellen Guiley: The Encyclopedia of Vampires and Werewolves. 2. Auflage New York 2011, Lemma: Frid, Jonathan. S. 157–158, ISBN 978-0-8160-8180-6.
- Kathryn Leigh Scott, Jim Pierson, Jonathan Frid (Vorwort): Dark Shadows: Return to Collinwood. Los Angeles 2012, ISBN 978-0-938817-66-6.